# Halichoeres girardi
Halichoeres girardi är en fiskart som först beskrevs av Bleeker, 1859.  Halichoeres girardi ingår i släktet Halichoeres och familjen läppfiskar. Inga underarter finns listade i Catalogue of Life.